# Да отворим прозореца
„Да отворим прозореца“ е българска драма от Цветан Ангелов. Посветена е на българското образование във втората половина на 20 век.
„Да отворим прозореца“ публикувана през 1966 година и нейното първо представяне става на сцената на Младежкия театър в град София. Режисьор на спектакъла е Гертруда Карлова Луканова (1929 – 2016). Според тогавашната критика режисьорката повече се е старала по отношение на сценичната подредба и външния изказ, отколкото представянето на сценичното действие.
На сцена е представено противоборството на директора на училището, носител на твърдата партийна линия и учителя, застъпник за нов „повей“ за възпитаване на учениците. Това са образите на Алексиев и Калинов (Иван Несторов). Други антиподи са образите на Василев и Карашъков (Теофан Хранов). За тези действащи лица критиката се произнася като за бледа сянка на своите прототипи, особено що се касае до бдителните образи на Карашъков и Зумпарова (Луна Давидова).